# Maíra Liguori
Maíra Liguori, brasileira, é uma jornalista, publicitária e diretora das organizações Think Olga e Think Eva.
Duas organizações irmãs, a Think Eva é uma consultoria de inovação social que ajuda as empresas a se conectarem verdadeiramente com as mulheres minimizando a desigualdade de gênero. Já a Think Olga é uma ONG de inovação social que atua com a sociedade civil no âmbito de interesse da igualdade de gênero. A sua missão é sensibilizar a sociedade em busca de mudança.
Maíra recebeu pelo seu trabalho nas ONGs, o prêmio Leão de Prata em Cannes (2021), bi-campeã do prêmio WEPs da ONU Mulheres, e finalista do Prêmio Caboré (2021). Liguori está na lista da BBC 100 Mulheres do ano de 2017, e nesse mesmo ano a plataforma Meio & Mensagem a escolheu como uma das pessoas que estão transformando o setor de comunicação.